# 이현정 (양궁 선수)
이현정(1983년 3월 17일 ~ )은 대한민국의 양궁 선수이다. 여자 선수 최초로 리커브와 컴파운드 모두 국가대표에 선발되었다.
현재 현대모비스에 소속되어 있다.